# سن کریستوبال (بولیوار)
سن کریستوبال (انگلیسی: San Cristóbal, Bolívar)یک منطقه مسکونی در کشور کلمبیا است.